# Rzeplin (województwo lubelskie)
Rzeplin – wieś w Polsce położona w województwie lubelskim, w powiecie tomaszowskim, w gminie Ulhówek.
W latach 1975–1998 miejscowość położona była w województwie zamojskim.
Wieś jest sołectwem w gminie Ulhówek. Według Narodowego Spisu Powszechnego z roku 2011 wieś liczyła 216 mieszkańców.
Wieś jest siedzibą rzymskokatolickiej parafii św. Jana Chrzciciela.

## Części wsi
| SIMC    | Nazwa           | Rodzaj    |
| ------- | --------------- | --------- |
| 0904569 | Kolonia Rzeplin | część wsi |
| 0904575 | Wandzin         | część wsi |

## Historia
9 kwietnia 1944 roku nacjonalistyczne oddziały UPA zamordowały łącznie 21 Polaków. Wieś została spalona, a pozostali mieszkańcy uciekli do pobliskich miejscowości gdzie stacjonowały oddziały AK.